# Paris–Rennes
Paris–Rennes war ein französisches Eintagesrennen für Berufsfahrer und Unabhängige.

## Geschichte
Das Straßenradrennen führte von der Hauptstadt Paris nach Rennes in der Bretagne. Es wurde 1902 begründet und hatte vierzehn Austragungen. Initiiert wurde das Rennen vom Verein Pédale Rennaise mit Unterstützung der Zeitung Auto-Vélo. Ab 1938 wurde das Rennen für Unabhängige und Amateure getrennt an zwei Tagen organisiert. 

## Palmarès
- 1902  Louis Trousselier
- 1903–1926 nicht ausgetragen
- 1927  Raymond Decorte
- 1928  Nicolas Frantz
- 1929  Aimé Deolet
- 1930  Paul Le Drogo
- 1931  Émile Joly
- 1932  Albert Barthélémy
- 1933  René Le Grevès
- 1934  Alfons Schepers
- 1935  Georges Speicher
- 1936  Manuel Garcia
- 1937  Albert Beckaert
- 1938  Raymond Louviot
- 1939  Sylvain Marcaillou